# Bring Me the Horizon
Bring Me The Horizon, také BMTH, je britská metalcorová a alternativně rocková skupina pocházející z Sheffieldu v Yorkshiru. Původně začínala tato skupina s deathcorem, avšak později začala do své hudby zapojovat elektronické prvky (o tuto práci se postaral Skrillex) a tvorba skupiny se přiklonila k metalcoru. Od roku 2006 do roku 2013 vydali 4 studiová alba. Od roku 2015 experimentují s rockem a elektrem a tak nyní skupina skládá krom samotného původního metalcoru i alt metal, alt rock a výjimečně i popové skladby.

## Historie
Frontman samotné skupiny, Oliver Sykes se narodil 20. listopadu 1986 v Ashfordu, v Anglii, kde žil do svých pěti let. Pak se jeho rodina přestěhovala poblíž Sheffieldu do Stockbridge v Anglii. V 16 letech s kamarádem Alexem Turnerem (nyní frontman indie rockové skupiny Arctic Monkeys) založil projekt Olisaurus, na jehož Myspace nahráli pár půlminutových songů. Spojovali v nich prvky deathcore a elektra. V té době Sykes kromě zpěvu zkoušel hrát i na kytaru a bubnovat. V roce 2004 založil novou skupinu, Bring Me The Horizon. Bubeníka Matta Nichollse znal již z dětství.
Název skupiny je odvozen z filmu Piráti z Karibiku: Prokletí Černé perly, kde Jack Sparrow řekl: „Now, Bring me that Horizon“ (v českých titulkách jako „Přineste mi kompas“).
Hned po založení nahráli EP This Is What the Edge of Your Seat Was Made For. O rok později založil Sykes vlastní módní značku Drop Dead (za vzory při navrhování oblečení má Sheffieldské ulice, graffiti a abstraktivismus, tedy tendence zdůraznit abstraktní a formální prvky a vypustit konkrétní smyslové objekty). V roce 2006 vyšlo první album Count Your Blessings. O dva roky později vyšlo album Suicide Season, které je proslavilo. V té době začal mít Sykes problémy s hlasem, které má dosud. V roce 2009 odešel ze skupiny kytarista Curtis Ward. Nahradil ho Jona Weinhofen ze skupin Bleeding Through a I Killed the Prom Queen.
Na následujícím albu There Is a Hell, Believe Me I've Seen It. There Is a Heaven, Let's Keep It a Secret., vydaném v roce 2010, účinkovalo spoustu hostů. O elektroniku se postaral Skrillex.
Skupina vydala nové album zvané Sempiternal, v němž ukázala svůj nový styl hudby v podobě míchaní metalcoru s elektronickou hudbou a to je vyzdvihlo do vyšších míst hudebních příček.
Nadále vydala o zhruba dva roky později dne 11. září 2015 album That's the Spirit, které se odvrací od metalcoreových kořenů a jde spíše k mixu rocku s elektrem s prvky hard rocku.
Skupina po 4 letech vydala 25. ledna 2019 album amo které je plné experimentálních písní, směřující spíš do synthpopu, pop rocku až do samotného elektra. Album se setkalo s poměrně rozdílnými hodnoceními ze strany fanoušků za vlnu experimentálnosti v některých skladbách. Elektronické prvky v tomto albu dodal opět Skrillex a poté jeden z členů skupiny Jordan Fish.
30. října 2020 vyšlo album Post Human: Survival Horror, které je směsicí pro ně staršího metalcoru a novějšího pop rocku společně i s příměsí alternativních skladeb. První ukázky skladeb přidával Sykes na svůj Instagram a platformu YouTube v rámci série BMTH8 ve formě leaků už v březnu 2020 a tak rozpoutal tehdy rozsáhlou debatu mezi fanoušky, zda půjde o poloexperimentální album jako je právě amo, či se vrátí ke svým kořenům.  
Po kratší odmlce skupiny vyšel 15. září 2021 singl „DiE4U“, který byl odpremiérován ten samý den na BBC Radio 1 hodinu před vydáním oficiálního videoklipu na YouTube kanálu skupiny.
Následně na začátku roku 2022 překvapili své fanoušky i celý hudební průmysl svou spoluprací s britským skladatelem a písničkářem Edem Sheeranem, kdy složili rockový až pop rockový remix na jeho skladbu „Bad Habits“ a odpremiérovali ho živě i s vystoupením na předávání cen BRIT Awards. Poté pokračovali dále a vydali v první polovině března skladbu „Maybe“ ve spolupráci s Machine Gun Kellym která je taktéž součástí jeho alba Mainstream Sellout, ta se však setkala se spíše negativním ohlasem ať už ze strany fanoušků, či veřejnosti kvůli pověsti Kellyho.
Dne 22. prosince 2023 byl oznámen odchod klávesisty Jordana Fishe ze skupiny. V květnu roku 2024 vydali studiové album Post Human: Nex Gen (2024).

## Členové
- Oliver Sykes – zpěv (2004–současnost), programování, klávesy (2004–2012, 2023–současnost), kytara (2012)
- Matt Kean – basová kytara (2004–současnost)
- Lee Malia – sólová kytara (2004–současnost), rytmická kytara (2013–současnost)
- Matt Nicholls – bicí (2004–současnost)

### Bývalí členové
- Curtis Ward – rytmická kytara (2004–2009)
- Jona Weinhofen – rytmická kytara, doprovodné vokály (2004–2013), klávesy, programování (2009–2012)
- Jordan Fish – klávesy, programování, perkuse, doprovodné vokály (2013–2023)

## Diskografie

### Studiová alba
- Count Your Blessings (2006)
- Suicide Season (2008)
- There Is a Hell, Believe Me I've Seen It. There Is a Heaven, Let's Keep It a Secret. (2010)
- Sempiternal (2013)
- That's the Spirit (2015)
- Amo (2019)
- Post Human: Nex Gen (2024)

#### EP
- This Is What the Edge of Your Seat Was Made For (2004)
- The Chill Out Sessions (s Draperem)